# Rapid Bucarest (hockey sur glace)
Pour le club omnisports, voir Rapid Bucarest.
Le Rapid Bucarest est un club omnisports de Bucarest en Roumanie. Il a possédé une section de hockey sur glace qui a évolué en Superliga Națională.

## Historique
L'équipe est créée en 1940 au sein du club omnisports. En 2002 la section disparait.

## Palmarès
- Vainqueur de la Superliga Națională : 1940